# Saropogon alternatus
Saropogon alternatus är en tvåvingeart som beskrevs av Friedrich Hermann Loew 1873. Saropogon alternatus ingår i släktet Saropogon och familjen rovflugor. Inga underarter finns listade i Catalogue of Life.